# Pedro Carrizo (Fußballspieler)
Pedro Alex Carrizo Cordova (* 9. November 1980 in Antofagasta) ist ein ehemaliger chilenischer Fußballspieler auf der Position eines Torwarts.

## Karriere
Pedro Carrizo wurde in der Jugend von Deportes La Serena ausgebildet und 1999 in die erste Mannschaft befördert, hatte jedoch anfangs wenig Spielzeit. 2003 erreichte er mit dem Team den zweiten Platz in der Primera B und stieg in die Primera División auf. Ein Jahr später wurde er für zwei Jahre an Deportes Ovalle ausgeliehen, das 2005 in die Tercera División abstieg. 2006 kehrte er für drei Jahre zu Deportes La Serena zurück und wechselte anschließend zu Deportes Antofagasta. Anfang 2011 schloss er sich San Marcos an, wo er 2012 die Primera B gewann und in die Primera División aufstieg. 2016 kündigte er seinen Rücktritt an, kehrte aber zur Saison 2017 zu Deportes La Serena zurück. Nach einer Station 2018 bei Santiago Morning zog er sich 2019 bei Deportes La Serena endgültig aus dem Profifußball zurück.

## Erfolge
San Marcos de Arica
- Chilenischer Zweitligameister: 2012, 2013/14